# 馬克斯·邁爾
马克西米利安·「馬克斯」·邁爾（德語：Maximilian „Max“ Meyer；1995年9月18日—）是德國的一位職業足球員，司職中場。現時被土超球隊費倫巴治外借至丹超球隊米迪蘭特，德國國家足球隊成員。

## 俱樂部生涯

### 早期生涯
邁爾在2004年離開家鄉球隊紅白奧伯豪森，免費轉會至杜伊斯堡。2009年，邁爾轉會至沙爾克04的青年隊。邁爾作為沙爾克U19代表隊的一員贏得了2011-12賽季德國U19錦標賽的冠軍。沙爾克04在決賽中2–1戰勝拜仁慕尼黑。

### 史浩克04

#### 2011–12賽季
在2011-12賽季，他代表沙爾克04U19隊參加了15場比賽。他貢獻了11個進球和11次助攻。這使得他成為塔莫·哈德之後俱樂部的第二射手。因邁爾表現出色，沙爾克總教練霍斯特·黑爾特給予了他一份至2015年的職業合同。

#### 2012–13賽季
因劉易斯·霍爾特比轉會熱刺加上隊中有幾名傷員，邁爾得到了在德甲和歐冠出場的機會。在2013年2月9日，邁爾入選沙爾克04對拜仁慕尼黑的比賽大名單，但並未出場。2月26日，在沙爾克2–2戰平美因茨的比賽中，他在比賽第72分鐘替換拉菲爾上場，並助攻米高·巴斯圖斯打入扳平比賽的一球。

#### 2013–14賽季
在2013–14賽季，邁爾繼承了勞爾的7號球衣。他在這個賽季開始時就在沙爾克04二隊對SSVg維伯特的比賽中梅開二度。他在2013年至2014年德國足球甲級聯賽的首場比賽則是在沙爾克04對沃尔夫斯堡的比賽。他在比賽第73分鐘時替補謝菲遜·法芬出場。在一場歐冠沙爾克04對PAOK的比賽中，邁爾首次代表沙爾克04首發出場，但他在69分鐘被克里斯蒂安·克萊門斯換下。之後在德國足協盃沙爾克04對達姆施塔特的比賽中，邁爾打入了自己代表沙爾克04一隊的首個進球。他之後在沙爾克04對多特蒙德的比賽中替補克里斯蒂安·富克斯上場並打入進球。因在歐冠沙爾克04對切爾西中有完美表現，邁爾成為轉會市場上的熱門人物，有球隊出價1500萬歐元欲使梅爾轉會。邁爾之後在對布倫瑞克和奧格斯堡的比賽中又有連續進球。
2013年11月30日，邁爾延長了和沙爾克04的合同至2018年6月30日。他在冬歇期之後的首場比賽沙爾克04對漢堡的比賽中也有進球。

#### 2014–15賽季
在本賽季歐冠小組賽中，沙爾克在小組賽階段的最後一場比賽中必須戰勝馬里博爾才能晉級。邁爾在這場比賽的第56分鐘替補特兰基洛·巴內塔出場，並且在6分鐘之後打入本場比賽唯一進球。

### 水晶宮
2021年1月15日，邁爾由於不願改為防守中場並向後傳球，經雙方同意後他離開了水晶宮。

### 科隆
2021年1月25日，邁爾免費轉會至德甲球隊科隆，簽屬短期合約直到2020-21賽季結束。

## 國家隊生涯

### 青年隊
邁爾是2012年歐洲U17足球錦標賽德國U17國家隊大名單中的一員。邁爾在這屆賽事打入三個進球，幫助德國打入這屆賽事的決賽。但在決賽中德國在點球大戰時不敵荷蘭隊。雖然如此，邁爾仍是這屆大賽的射手王並被選為最佳球員。2012年，邁爾贏得了弗里茨·瓦爾特大獎U17組的銀牌。梅爾在德國U19國家隊對荷蘭U19國家隊的一場友誼賽中打入了自己代表德國U19國家隊的首個進球。

### 成年隊
邁爾被選入2014年世界盃足球賽德國隊30人大名單之列。2014年5月13日，邁爾在德國對波蘭的一場比賽中實現了自己的國家隊首秀。他在第76分鐘時被阿諾德換下。

## 踢球風格
由於擁有出眾的運球能力和很高的速度，邁爾的踢球風格經常被拿來和格策及梅西比較。當他被問到為何擁有出眾技巧時，邁爾表示長期的室內五人制足球活躍經驗是他擁有良好技巧的關鍵。

## 生涯數據

### 俱樂部數據
最後更新：2015年3月10日
| 球隊     | 聯賽 | 賽季    | 聯賽 | 聯賽 | 盃賽 | 盃賽 | 歐洲賽事 | 歐洲賽事 | 總計 | 總計 |
| 球隊     | 聯賽 | 賽季    | 出場 | 進球 | 出場 | 進球 | 出場     | 進球     | 出場 | 進球 |
| -------- | ---- | ------- | ---- | ---- | ---- | ---- | -------- | -------- | ---- | ---- |
| 沙爾克04 | 德甲 | 2012–13 | 5    | 0    | 0    | 0    | 1        | 0        | 6    | 0    |
| 沙爾克04 | 德甲 | 2013–14 | 30   | 6    | 2    | 1    | 9        | 0        | 41   | 7    |
| 沙爾克04 | 德甲 | 2014–15 | 19   | 5    | 1    | 0    | 8        | 1        | 28   | 6    |
| 沙爾克04 | 德甲 | 總計    | 54   | 11   | 3    | 1    | 18       | 1        | 75   | 13   |

### 國家隊數據
| 國家隊                  | 年份 | 出場 | 進球 | 參考資料 |
| ----------------------- | ---- | ---- | ---- | -------- |
| 德國                    | 2014 | 1    | 0    | [ 28 ]   |
| 總計                    | 總計 | 1    | 0    | [ 28 ]   |
| 上次更新：2014年5月13日 |      |      |      |          |

## 榮譽

### 國家隊
德國
- 欧洲U-17足球锦标赛亞軍：2012年歐洲U17足球錦標賽（英语：2012 UEFA European Under-17 Championship）[29]

### 個人
- 欧洲U-17足球锦标赛最佳球員：2012（英语：2012 UEFA European Under-17 Championship）[29]
- 欧洲U-17足球锦标赛射手王：2012（英语：2012 UEFA European Under-17 Championship）[29]
- 欧洲U-17足球锦标赛最佳球隊：2012（英语：2012 UEFA European Under-17 Championship）[29]
- 弗里茨·瓦爾特大獎：2012年U17組銀牌U17[30]
- 弗里茨·瓦爾特大獎：2014年U19組金牌[31]

## 外部連結
- Soccerway資料庫：馬克斯·邁爾
- Max Meyer的X（前Twitter）
- fussballdaten.de：Max Meyer之統計數據 （德文）
- Max Meyer－UEFA國際賽競賽紀錄
- Kicker profile （页面存档备份，存于）